# Paweł Szyfter
Paweł Szyfter (ur. 13 kwietnia 1893 w Stęszewie, zm. 8 kwietnia 1940 w Katyniu) – polski żołnierz i powstaniec, kapitan artylerii Wojska Polskiego, uczestnik I wojny światowej, członek Polskiej Organizacji Wojskowej Zaboru Pruskiego, powstaniec wielkopolski, uczestnik wojny polsko-bolszewickiej. Ofiara zbrodni katyńskiej. 

## Życiorys

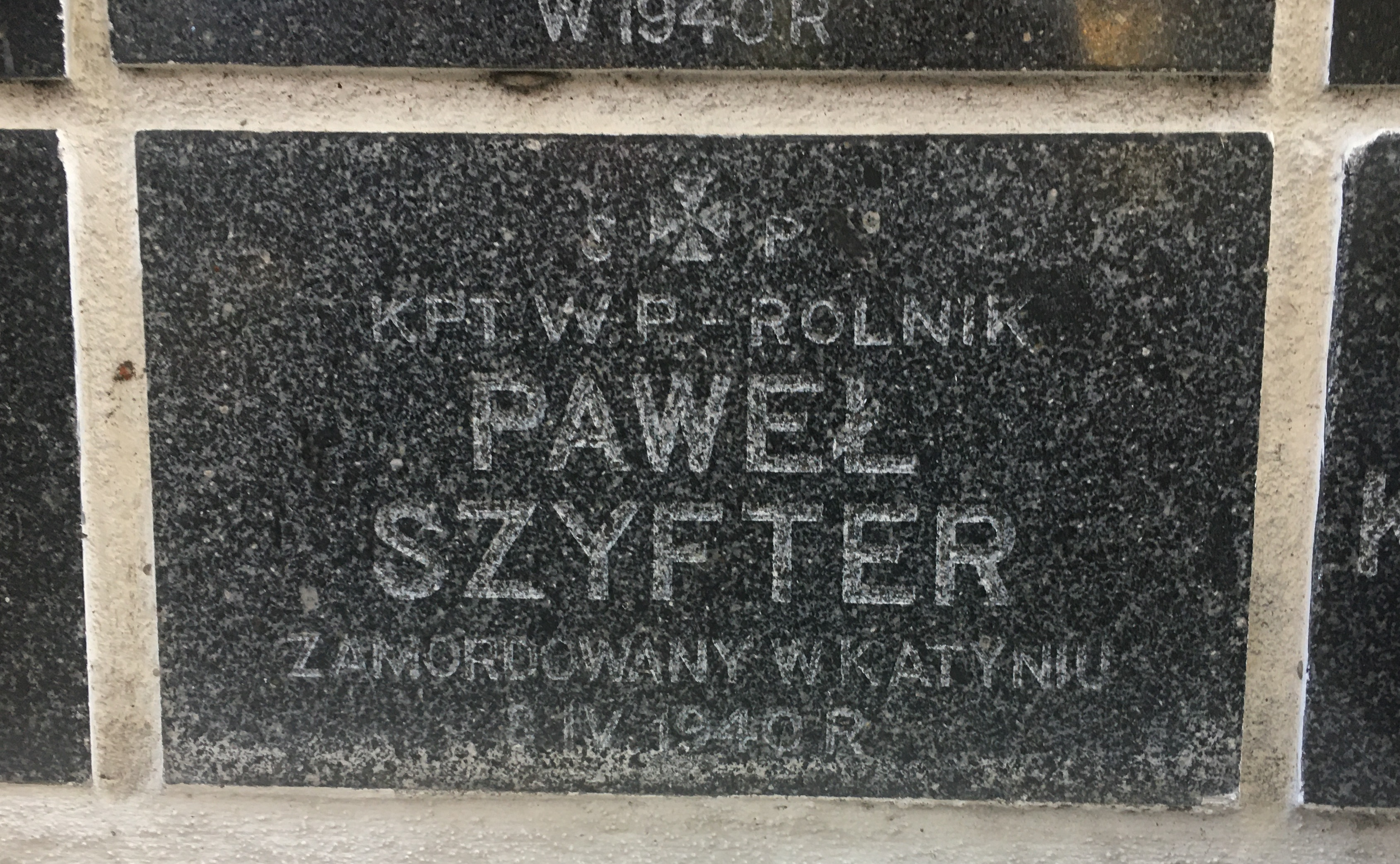
Paweł Szyfter - tabliczka epitafijna, kościół św. Karola Boromeusza, Cmentarz Powązkowski, Warszawa

Urodzony 13 kwietnia 1893 w Stęszewie k. Poznania, syn Pawła (ur. 1846) i Stanisławy z Kopów (ur. 1871, siostry podpułkownika Andrzeja Kopy), brat majora Antoniego Szyftera). W czasie nauki w gimnazjum w Poznaniu należał do Towarzystwa Tomasza Zana. W 1914 zdał maturę i powołano go do armii niemieckiej. 1917 został zwolniony ze służby z powodu śmierci ojca. Wstąpił do Polskiej Organizacji Wojskowej Zaboru Pruskiego. Wziął czynny udział w powstaniu wielkopolskim. Walczył na ulicach Poznania dowodząc oddziałem Straży i Bezpieczeństwa. 6 stycznia 1919 uczestniczył w zdobywaniu lotniska na Ławicy. W styczniu 1919 w sztabie wojsk powstańczych wstąpił do Wojska Polskiego. Walczył z Ukraińcami na froncie lwowskim, a po zwycięskiej obronie Lwowa wziął udział w wojnie polsko-bolszewickiej.
W 1922 w stopniu porucznika przeszedł do rezerwy. Wydzierżawił ziemię w Młynkowie k. Szamotuł. Aktywny w Powiatowym Komitecie Wychowania Fizycznego i Przysposobienia Wojskowego na powiat Szamotuły m.in. zorganizował i umundurował na własny koszt 50 członków Przysposobienia Wojskowego, finansował imprezy sportowe i ćwiczenia wojskowe. Pełnił funkcję dyrektora Wielkopolskiego Towarzystwa Kółek Rolniczych w Poznaniu. 29 stycznia 1932 został mianowany kapitanem ze starszeństwem z 2 stycznia 1932 i 17. lokatą w korpusie oficerów rezerwowych artylerii. Posiadał przydział w rezerwie do 14 pułku artylerii lekkiej w Poznaniu.
Członek zarządu okręgu Ligi Morskiej i Kolonialnej, członek komisji rewizyjnej Polskiego Związku Zachodniego, Związku Powstańców Wielkopolskich i Związku Oficerów Rezerwy RP. 
Po ogłoszeniu mobilizacji w sierpniu 1939 zgłasza się do służby w Poznaniu. W trakcie kampanii wrześniowej wraz z pozostałymi przy życiu oficerami dostaje się do sowieckiej niewoli. Trafił do obozu jenieckiego w Kozielsku. 8 kwietnia 1940 został zamordowany strzałem w tył głowy w Katyniu.
5 października 2007 Minister Obrony Narodowej Aleksander Szczygło mianował go pośmiertnie na stopień majora. Awans został ogłoszony 9 listopada 2007, w Warszawie, w trakcie uroczystości „Katyń Pamiętamy – Uczcijmy Pamięć Bohaterów”.
Paweł Szyfter był żonaty z Haliną Cynką, z którą miał troje dzieci: Krystynę, Aleksandrę i Zygmunta. W marcu 1934 mieszkali w Poznaniu przy ulicy Mickiewicza 33.

## Ordery i odznaczenia
- Krzyż Niepodległości (20 lipca 1932)[9]
- Krzyż Walecznych (dwukrotnie)[10]
- Złoty Krzyż Zasługi[10]
- Srebrny Krzyż Zasługi (7 listopada 1929)[11][3]
- Medal Pamiątkowy za Wojnę 1918–1921[10]